# Beiträge zur Rechtsgeschichte Österreichs

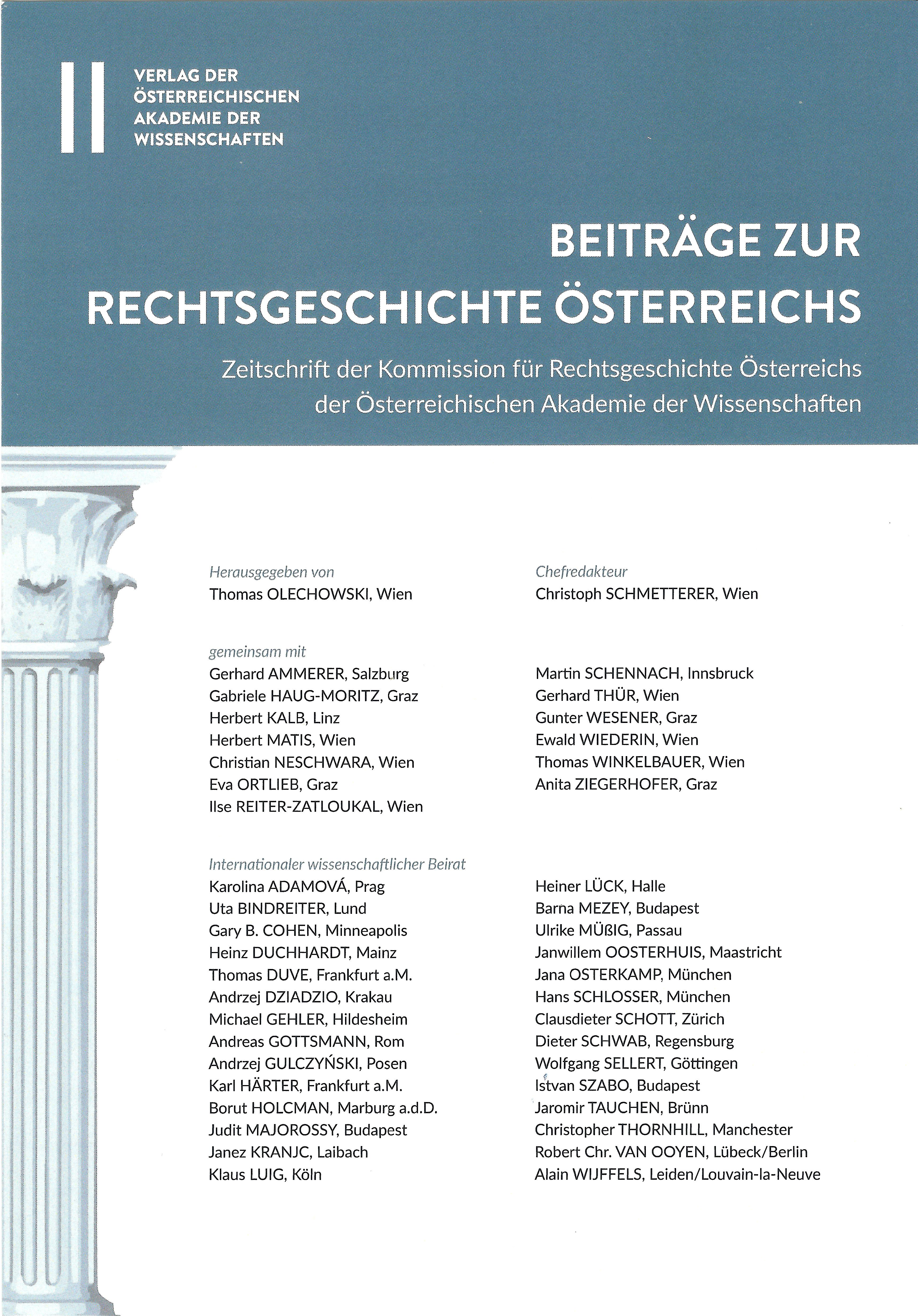

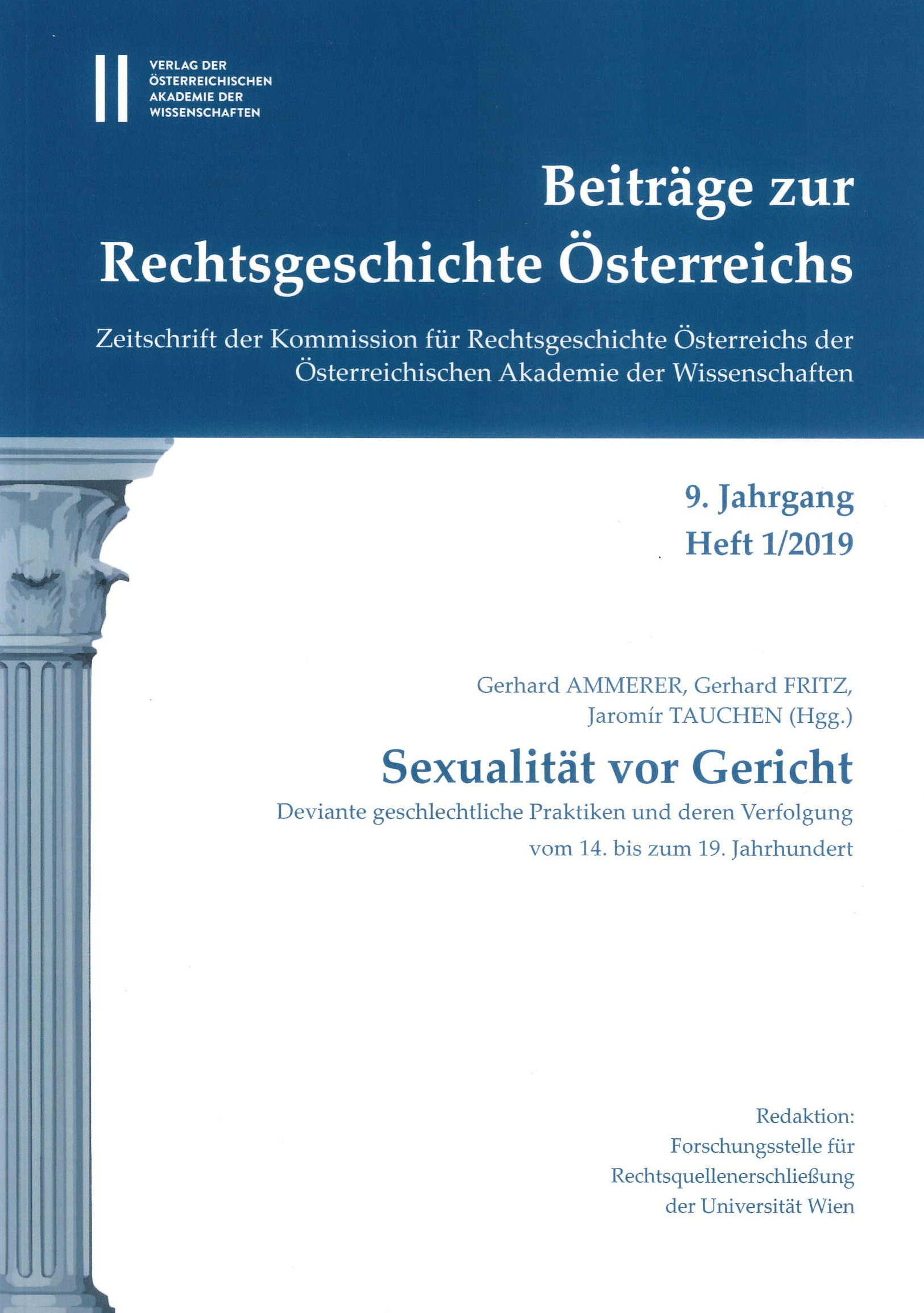
Umschlag eines der Themenhefte der BRGÖ

Die Beiträge zur Rechtsgeschichte Österreichs – BRGÖ sind eine wissenschaftliche, peer-reviewte Zeitschrift, die auf die österreichische Rechtsgeschichte spezialisiert ist und zweimal jährlich sowohl online als auch in einer Printfassung im Verlag der Österreichischen Akademie der Wissenschaften erscheint.

## Gründung und Herausgeber
Die BRGÖ wurden 2011 von der Kommission für Rechtsgeschichte Österreichs (KRGÖ) der Österreichischen Akademie der Wissenschaften gegründet, die zwar 2012 aufgelöst, jedoch 2014 wiedererrichtet wurde und danach erneut die Herausgabe der BRGÖ übernahm. Die redaktionellen Arbeiten werden seit 2012 von einer Abteilung des Instituts für Rechts- und Verfassungsgeschichte der Universität Wien, der (seit 2017 so bezeichneten) „Forschungsstelle für Rechtsquellenerschließung“ besorgt.
Hauptherausgeber ist der Obmann der Kommission
- Thomas Olechowski (Universität Wien),

Mitherausgeber sind die Kommissionsmitglieder
- Gerhard Ammerer (Universität Salzburg)
- Elisabeth Greif (Universität Linz)
- Gabriele Haug-Moritz (Universität Graz)
- Herbert Kalb (Universität Linz)
- Gerald Kohl (Universität Wien)
- Christian Neschwara (Universität Wien)
- Eva Ortlieb (Universität Wien)
- Ilse Reiter-Zatloukal (Universität Wien)
- Martin Schennach (Universität Wien)
- Arno Strohmeyer (Universität Salzburg)
- Gunter Wesener (Universität Graz)
- Ewald Wiederin (Universität Wien)
- Thomas Winkelbauer (Universität Wien und Institut für Österreichische Geschichtsforschung)
- Anita Ziegerhofer  (Universität Graz)

Ehemalige Herausgeber:
- Herbert Matis (Wirtschaftsuniversität Wien)
- Gerhard Thür (Universität Graz)

## Inhalt und Erscheinungsweise
Die BRGÖ erscheinen zweimal jährlich; in der Regel enthält einer der beiden Bände die Referate einer im Vorjahr von der KRGÖ organisierten Tagung oder ist sonst einem speziellen Thema gewidmet, der zweite enthält vermischte Beiträge sowie als Abschluss einen Tätigkeitsbericht der KRGÖ über das vergangene Jahr. Die BRGÖ ist somit Organ der KRGÖ, steht aber auch allen anderen Rechtshistorikerinnen und Rechtshistorikern oder sonst an der Rechtsgeschichte interessierten Personen zur Publikation offen.
Die BRGÖ bringen Beiträge zur österreichischen Rechtsgeschichte vom Mittelalter bis zur Gegenwart. Erfasst werden alle Bereiche der Rechtsgeschichte (Verfassungs-, Privatrechts-, Strafrechtsgeschichte) sowie auch angrenzende Bereiche (Rechtsvergleichung, Rechtsdogmatik, Soziologie, Politologie usw.). Der Begriff „Österreich“ im Titel bedeutet keine Einschränkung auf das Territorium der heutigen Republik, sondern ist weiter zu verstehen; auch Beiträge zur Geschichte der Monarchie und ihrer Nachfolgestaaten sowie zur Einbindung Österreichs in größere Einheiten, gehören hierher.
Die online-Fassung erscheint auf einer kostenpflichtigen Website des Verlags der Österreichischen Akademie der Wissenschaften. Ältere Ausgaben als der aktuelle Jahrgang sind frei zugänglich.

## Peer-Review
Jeder Beitrag wird vor Veröffentlichung einer Peer-Review unterzogen, und zwar in einem double-blind-Verfahren, sodass weder die Gutachter die Person des Autors erfahren noch umgekehrt. Alle peers zusammen bilden den internationalen wissenschaftlichen Beirat der Zeitschrift. Er besteht derzeit aus den folgenden Personen:
- Karolina Adamová (Universität Prag)
- Gary B. Cohen (Universität Minneapolis)
- Heinz Duchhardt (Leibniz-Institut für Europäische Geschichte, Mainz)
- Thomas Duve (Max-Planck-Institut für Rechtsgeschichte und Rechtstheorie, Frankfurt am Main)
- Andrzej Dziadzio (Universität Krakau)
- Michael Gehler (Universität Hildesheim)
- Andrzej Gulczyński (Universität Posen)
- Karl Härter (Max-Planck-Institut für Rechtsgeschichte und Rechtstheorie, Frankfurt am Main)
- Borut Holcman (Universität Maribor)
- Janez Kranic (Universität Ljubljana)
- Klaus Luig (Universität Köln)
- Heiner Lück (Universität Halle)
- Barna Mezey (Universität Budapest)
- Jana Osterkamp (Collegium Carolinum, München)
- Clausdieter Schott (Universität Zürich)
- Wolfgang Sellert (Universität Göttingen)
- Jaromír Tauchen (Universität Brünn)
- Christopher Thornhill (Universität Glasgow)
- Robert Christian van Ooyen (Hochschule des Bundes für öffentliche Verwaltung, Lübeck)
- Alain Wijffels (Universität Leiden)